# Olympische Winterspiele 1992/Teilnehmer (Honduras)
| Gelbes Symbol für Goldmedaillen mit stilisierten Olympischen Ringen | Graues Symbol für Silbermedaillen mit stilisierten Olympischen Ringen | Braundes Symbol für Bronzemedaillen mit stilisierten Olympischen Ringen |
| ------------------------------------------------------------------- | --------------------------------------------------------------------- | ----------------------------------------------------------------------- |
| —                                                                   | —                                                                     | —                                                                       |

Honduras nahm an den Olympischen Winterspielen 1992 im französischen Albertville mit einer Athletin teil.
Es war die erste und bisher einzige Teilnahme von Honduras an Olympischen Winterspielen.

## Skilanglauf
Damen
- Jenny Palacios

5 km klassisch: 62. Platz
15 km klassisch: 50. Platz
15 km Verfolgung: 58. Platz